# Die Räuberbraut (film, 1916)
Pour plus de détails, voir Fiche technique et Distribution.
Die Räuberbraut (en français La Fiancée du brigand) est un film allemand réalisé par Robert Wiene sorti en 1916.

## Synopsis
Une jeune femme aux idées romantiques refuse le mariage que ses parents veulent lui organiser et rêve à la place d'épouser un voleur. Les parents recherchent alors un jeune homme censé jouer un braqueur pour éloigner leur fille de ses projets. La jeune fille tombe rapidement amoureuse du jeune homme.

## Fiche technique
- Titre original : Die Räuberbraut
- Réalisation : Robert Wiene
- Scénario : Robert Wiene
- Musique : Giuseppe Becce
- Photographie : Karl Freund
- Producteur : Oskar Messter
- Société de production : Messters Projektion
- Société de distribution : Messters Projektion
- Pays de production :  Empire allemand
- Langue : allemand
- Format : Noir et blanc - 1,33:1 - 35 mm
- Genre : Comédie romantique
- Durée : 1 500 m
- Dates de sortie :
  - Empire allemand : 26 septembre 1916
  - Autriche Hongrie : 15 janvier 1917

## Distribution
- Henny Porten : Amalie Wenden (la fille)
- Friedrich Fehér : Karl Hagen (le garçon)
- Karl Elzer : le baron von Hagen
- Artur Menzel : Freiherr von Wenden

## Source de traduction
- (de) Cet article est partiellement ou en totalité issu de l’article de Wikipédia en allemand intitulé « Die Räuberbraut (1916) » (voir la liste des auteurs).